# Zygmunt Broniarek

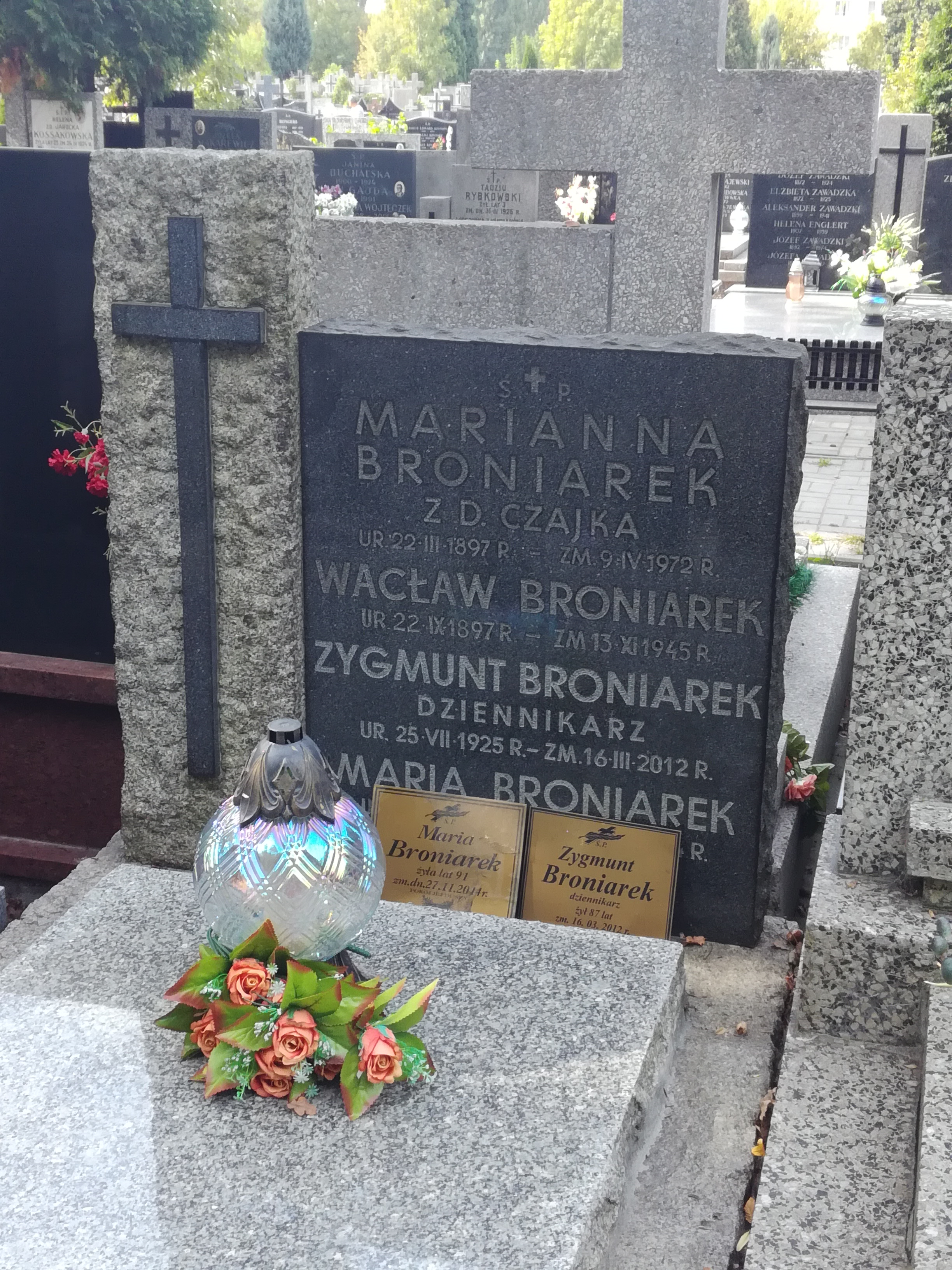
Grób Zygmunta Broniarka na cmentarzu Wolskim

Zygmunt Marian Broniarek (ur. 27 sierpnia 1925 w Warszawie, zm. 16 marca 2012 tamże) – polski publicysta, felietonista i dziennikarz. Poliglota, władał ośmioma językami.

## Życiorys
Wychował się na warszawskiej Pradze, mieszkał przy ul. Środkowej 13. Absolwent VIII Liceum Ogólnokształcącego im. Króla Władysława IV na warszawskiej Pradze (maturę zdał na tajnych kompletach w 1944). Po wojnie, w latach 1945–1948, studiował w Szkole Głównej Planowania i Statystyki (SGPiS) w Warszawie.
W 1944 stenograf i depeszowiec „Życia Warszawy”. W latach 1945–1948 depeszowiec w Agencji Prasowo-Informacyjnej i w „Wieczorze Warszawy”. W latach 1949–1950 publicysta zagraniczny „Rzeczpospolitej”. Od 1950 pracował jako korespondent „Trybuny Ludu”. Był dwukrotnie jej stałym korespondentem akredytowanym przy Białym Domu w Waszyngtonie, w latach 1960–1967 i 1985–1990 oraz dwukrotnie – przy Hotelu Matignon (siedzibie premiera Francji) w Paryżu. Był także stałym korespondentem w Sztokholmie, obejmującym swą działalnością całą Skandynawię.
W 1956 roku wstąpił do PZPR. W 1983 został wiceprezesem Klubu Publicystyki Międzynarodowej Stowarzyszenia Dziennikarzy PRL.
W 1984 Stefan Kisielewski umieścił go na tzw. „Liście Kisiela”. Przed 1989 razem z Karolem Szyndzielorzem był stałym komentatorem spraw związanych z polityką zagraniczną w polskiej telewizji. Po roku 1989 pisał regularnie do wielu czasopism: był między innymi stałym felietonistą tygodnika „Rynki Zagraniczne”, jego teksty publikował naczelny organ OPZZ: Nowy Tygodnik Popularny oraz pismo społeczno-samorządowe „Mieszkaniec”, na łamach którego pisał Światowe uwagi chłopaka z Pragi.
Członek Stowarzyszenia Dziennikarzy-Podróżników „Globtroter”.
Wystąpił w serialu TV „Gwiazdy tamtych lat” (1993–1994).
Zmarł 16 marca 2012, w warszawskim Wojskowym Instytucie Medycznym. 29 marca 2012 został pochowany w grobowcu rodzinnym na cmentarzu Wolskim.

## Publikacje
Jest autorem wielu książek, w tym m.in.:
- Amerykańska zaraza nad Koreą, Wyd. "Książka i Wiedza", Warszawa 1952
- Od Hudsonu do Missisipi, Wyd. MON, Warszawa 1956
- Gorące dni Manhattanu, Wyd. "Książka i Wiedza", Warszawa 1961
- Szczeble do Białego Domu, Wyd. "Książka i Wiedza", Warszawa 1966
- Walka o Pałac Elizejski, Wyd. MON, Warszawa 1974
- Kto się boi rewolucji? (z Romanem Samselem), Wyd. "Książka i Wiedza", Warszawa 1975
- Angola zrodzona w walce, Wyd. MON, Warszawa 1977
- Jak się nauczyłem sześciu języków, Wyd. Wiedza Powszechna, Warszawa 1977
- Od Kissingera do Brzezińskiego, Wyd. MON, Warszawa 1980, ISBN 83-11-06379-6
- Źródła spirali zbrojeń (z Andrzejem Karkoszką), Wyd. MON, Warszawa 1985, ISBN 83-11-07239-6
- Tajemnice nagrody Nobla, Krajowa Agencja Wydawnicza, Warszawa 1987, ISBN 83-03-01864-7
- Ronald Reagan w Białym Domu, Wyd. MON, Warszawa 1989, ISBN 83-11-07690-1
- Jak się nauczyłem ośmiu języków, Wyd. Dziennikarska Sp. Pracy "Unia Press", Warszawa 1991
- Biały Dom i jego prezydenci, Wyd. BGW, Warszawa 1992, ISBN 83-7066-317-6
- Wesoła spowiedź, Polski Dom Wydawniczy, Warszawa 1993, ISBN 83-7043-035-X
- 365 dni z angielskim, Wyd. "Hubertus", Warszawa 1994, ISBN 83-901395-0-2
- Sekrety korespondenta zagranicznego, Oficyna Wydawnicza Szczepan Szymański, Warszawa 1994, ISBN 83-86469-02-1
- Książę Karol w Polsce, Wyd. "Łuk", Białystok 1994, ISBN 83-85183-67-1
- Okiem światowca... lekko przymrużonym, Wyd. "Cracovia", Kraków 2000, ISBN 83-86957-44-1
- Plotki. Płotki i Grube Ryby. Kronika towarzyska Warszawy rok 2001, Wyd. "Projekt", Warszawa 2002, ISBN 83-87168-29-7
- Broniarek uczy języków – 365 dni z angielskim, Wyd. Adam Marszałek, Toruń 2002, ISBN 83-7322-043-7
- Kulisy polityki, Wyd. Zakład Narodowy im. Ossolińskich, Wrocław 2003, ISBN 83-04-04651-2
- Papież Pius X, syn Polaka, a "Pasja" Mela Gibsona, Wyd. Adam Marszałek, Toruń 2004, ISBN 83-7322-842-X
- Broniarek o sobie, inni o Broniarku, Wyd. Adam Marszałek, Warszawa 2005, ISBN 83-7441-195-3

## Ordery, odznaczenia i wyróżnienia
- Krzyż Komandorski z Gwiazdą Orderu Odrodzenia Polski (2001)[9]
- Krzyż Komandorski Orderu Odrodzenia Polski (PRL)
- Order Sztandaru Pracy II klasy
- Krzyż Komandorski Orderu Infanta Henryka (Portugalia, 1976)
- Złoty Medal „Labor Omnia Vincit” Towarzystwa im. Hipolita Cegielskiego
- Złota odznaka "Za zasługi dla dziennikarstwa" (1985)[10]
- Nagroda im. Bolesława Prusa I stopnia (1984)
- Nagroda indywidualna RSW „Prasa-Książka-Ruch” (1984)[11]
- Złoty Ekran (1984)
- Wiktor – Nagroda Akademii Telewizyjnej (nagroda publiczności, 1985)